# فریکه، ادلب
فریکه (به عربی: فریکة) یک روستا در سوریه است که در ناحیه مرکزی جسر الشغور واقع شده‌است. فریکه ۳٬۲۶۱ نفر جمعیت دارد.